# Zelenograd
Zelenograd (ruski: Зеленоград) - ruski grad koji, zajedno s područjima i naseljima pod svojom jurisdikcijom, predstavlja jedan od administrativnih okruga Moskve - Zelenogradski upravni okrug (ZelAO). Nalazi se 37 km od središta Moskve. Gradska boja je zelena, a simbol crvena vjeverica. Sagrađen je na mjestu prijašnje šume.
Prije 1989., Zelenograd je praktički bio zatvoreni grad u nekim aspektima: bilo je zabranjeno fotografirati u središnjim dijelovima grada, u neposrednoj blizini postrojenja, nastavnih i istraživačkih ustanova. Stranci nisu smjeli ući u grad. Zelenograd je bio jedan od najmoćnijih središta za elektroniku, mikroelektroniku i računalnu industriju u Sovjetskom Savezu, a još uvijek igra sličnu ulogu u modernoj Rusiji. To je bio sovjetski odgovor na američku Silicijsku dolinu i poznat je kao "sovjetska/ruska Silicijska dolina".
Zelenograd je osnovan planski 1958., s ciljem da bude središte tekstilne industrije. Godine 1962., Aleksandar Šokin (predsjednik Državnog odbora za elektroničke tehnologije i prvi ministar elektroničke tehnologije) predložio je, da Zelenograd postane elektorničko središte. Ideju o Zelengradu imala su i dva znanstvenika prebjega iz američke Silicijske doline - Alfred Sarant (u Rusiji poznat kao Philip Staros) i Joel Barr (u Rusiji Josip Berg).
Na području Zelenograda, prije njegove izgradnje bilo je selo Krjukovo, koje je bilo jedno od glavnih poprišta Bitke za Moskvu u Drugom svjetskom ratu. Na području Zelenograda nalazi se više spomenika posvećenih pobjedi u Drugom svjetskom ratu.